# Sport- und SchwimmClub Karlsruhe (pallavolo maschile)
Lo Sport- und SchwimmClub Karlsruhe è una società pallavolistica maschile tedesca, con sede a Karlsruhe: milita nel campionato tedesco di 1. Bundesliga e fa parte dell'omonima società polisportiva.

## Storia
La squadra maschile di pallavolo dello Sport- und SchwimmClub Karlsruhe viene fondata il 30 giugno 1967. Nel 2015 acquista il titolo sportivo del Durmersheim, approdando in Dritte Liga: due anni dopo viene promosso in 2. Bundesliga e vi milita fino al 2023, quando ottiene la licenza per partecipare alla 1. Bundesliga; dal 2019 la prima squadra del club è operata dalla società di gestione Baden Volleys SSC Karlsruhe.

## Rosa 2024-2025
| N° | Nome                | Ruolo | Data di nascita  | Nazionalità sportiva |
| -- | ------------------- | ----- | ---------------- | -------------------- |
| 1  | Mika Amann          | L     | 4 novembre 2005  | Germania             |
| 2  | Bastian Korreck     | C     | 6 novembre 2000  | Germania             |
| 3  | Jannik Brentel      | S     | 16 maggio 2002   | Germania             |
| 4  | Lennart Fuchs       | P     | 4 luglio 1999    | Germania             |
| 6  | Felix Roos          | S     | 22 agosto 1999   | Germania             |
| 7  | Maximilian Kersting | C     | 28 marzo 2001    | Germania             |
| 10 | Lennart Heckel      | C     | 5 aprile 2002    | Germania             |
| 11 | Tobias Hosch        | P     | 5 marzo 2001     | Germania             |
| 15 | Jens Sandmeier      | S     | 16 agosto 1995   | Germania             |
| 16 | Alexander Benz      | S     | 8 novembre 1995  | Germania             |
| 17 | Lucas Wenz          | S     | 17 febbraio 1997 | Germania             |
| 21 | Edin Ibrahimovic    | S     | 11 luglio 1998   | Austria              |
| 23 | Lachlan Bray        | S     | 16 marzo 1999    | Australia            |
| 90 | Arshia Feizollahi   | L     | 24 ottobre 2004  | Iran                 |